# Hilário (advogado)
Hilário (em latim: Hilarius) foi um advogado romano do século IV, ativo durante o reinado do imperador Constâncio II (r. 337–361). Nativo da Capadócia, sabe-se que teve um filho e que teria perdido toda sua propriedade por influência de inimigos poderosos. O sofista Libânio, na esperança de ajudá-lo, tentou conseguir-lhe um salário oficial. Possivelmente pode ser associado ao governador da Panfília citado numa carta de Libânio datada de 365.